# Кирак Мюшлан
Кирак Мюшлан (азерб. Qıraq Müşlan) — село в Зангеланському районі Азербайджану.
Село розміщене за 3 км на південний схід від міста Зангелан, за 7 км на північний захід від міста Міндживан. Через село проходить недіюча залізниця Мінджіван — Зангелан — Капан.
21 жовтня 2020 було звільнене Національною армією Азербайджану внаслідок поновлених бойових дій у Карабасі.